# Allsvenskan de 1997
A Primeira Divisão do Campeonato Sueco de Futebol da temporada 1997, denominada oficialmente de Allsvenskan 1997, foi a 73º edição da principal divisão do futebol sueco. O campeão foi o Halmstads BK que conquistou seu 3º título nacional e se classificou para a Liga dos Campeões da UEFA de 1998-99.

## Premiação
| Allsvenskan 1997                 |
| Sweden                           |
| -------------------------------- |
| HALMSTADS BK Campeão (3º título) |